# Връв (село)
Връ̀в е село в Северозападна България, община Брегово, област Видин.

## География
Село Връв се намира на около 25 km север-северозападно от областния център град Видин и 9 km североизточно от общинския център град Брегово. Разположено е в най-северната част на Дунавската хълмиста равнина, край десния бряг на река Дунав, по която минава държавната граница с Румъния. Село Връв е най-северното селище в България. На около 5 km запад-северозападно от селото се влива в Дунав река Тимок, по която минава държавната граница с Република Сърбия. Село Връв е разположено върху терен със слаб наклон на север, към реката. Надморската височина в центъра на селото при църквата е около 50 m.
В участъка си край село Връв река Дунав е най-дълбока в близост до българския бряг, където е и фарватерът ѝ. До 1955 г. в селото има пристанище, предимно за стопански стоки към Австрия и Федерална република Германия.
През село Връв минава третокласният републикански път III-122, който започва от град Брегово и през селата Балей, Куделин, Връв, Ново село, Флорентин и други води до град Видин.
Етническият състав на населението на село Връв по численост и дял на етническите групи според преброяването през 2011 г. е:
9
| Етнически групи     | Численост | Дял (в %) |
| Общо                | 349       | 100       |
| Българи             | 340       | 97,42     |
| Турци               | 0         | 0         |
| Цигани              | ...       | ...       |
| Други               | 6         | 1,72      |
| Не се самоопределят | ...       | ...       |
| Не отговорили       | 2         | 0,57      |

Към 15 март 1924 г. в село Връв има регистрирани: 208 души по постоянен адрес; 264 души по настоящ адрес; 171 души по постоянен и настоящ адрес в същото населено място.
Числеността на населението на село Връв по данните от преброяванията от 1934 г. насам се променя както следва:
| \| Година на преброяване \| Численост \| \| --------------------- \| --------- \| \| 1934 \| 2152 \| \| 1946 \| 2064 \| \| 1956 \| 1766 \| \| 1965 \| 1502 \| \| 1975 \| 1222 \| \| 1985 \| 905 \| \| 1992 \| 777 \| \| 2001 \| 586 \| \| 2011 \| 349 \| \| 2021 \| 224 \| |           |
| Година на преброяване | Численост |
| 1934 | 2152      |
| 1946 | 2064      |
| 1956 | 1766      |
| 1965 | 1502      |
| 1975 | 1222      |
| 1985 | 905       |
| 1992 | 777       |
| 2001 | 586       |
| 2011 | 349       |
| 2021 | 224       |

## История
Селото – до 1878 г. в Османската империя, след края на Руско-турската война 1877 – 1878 г. е в Княжество България под името Връв.
Училище в село Връв е основано през 1854 г. като начално училище – видно от летописната му книга (1897 – 1965). Преминало е в основно поради развитието на просветното дело в страната и увеличаването на броя на децата. Основната дейност на училището е да ограмотява и образова децата в селото и да просвещава местното население. Построено е със средства на жителите на селото. През учебната 1912 – 1913 г. се закрива IV отделение (клас). През периода 1970 – 1983 г. то е Народно начално училище „Христо Ботев“. През 2007 г. Основно училище „Христо Ботев“ в село Връв е закрито.
Църквата „Свети Николай Чудотворец“, която е паметник на културата, е построена през 1867 г. и осветена през 1880 г. Изписана е от няколко зографи, включително дебърският зограф Кръсто Янков. Според Иванка Гергова неподписаните стенописи в храма са дело на Евгений Попкузманов.
Читалище „Съзнание“ в село Връв е създадено през 1927 г. През 2009 г. на законово основание към наименованието му е добавена годината на неговото първоначално създаване и то става „Съзнание - 1927“.
Потребителна кооперация „Единство“ е създадена в село Връв през 1924 г. като Кредитно кооперативно сдружение „Единство“. Основана е от 21 членове сред който Флоро Труев, Христо Петров и други. До края на годината се набират още 65 члена, като капитала достига 70 хиляди лева. Предмета на дейност на кооперацията е да доставя стоки за населението, да го кредитира и подпомага и да урежда някои стопански спорове. През 1959 г., във връзка с новото административно деление кооперацията се слива с кооперацията на Ново село.
Трудово кооперативно земеделско стопанство (ТКЗС) „Република“ в село Връв е учредено през 1949 г.; от 1958 г. то е филиал към ОТКЗС (Обединено ТКЗС) „Б. Попърданов“ – Брегово, а след няколко организационни преобразувания през 1991 г. е Колективно земеделско стопанство (КЗС) „Република“ – село Връв (1991 – 1992). Съгласно Закона за собствеността и ползването на земеделските земи (ЗСПЗЗ) и съгласно съдебно решение, от 1992 КЗС „Република“ в село Връв е обявено в ликвидация и е избран Ликвидационен съвет, чиято дейност е прекратена през май 1995 г.

### Древност и Античност
В землището на с. Връв е регистрирано селище от средната и късна бронзова епохи, около III век пр.н.е. Обектът се намира на брега на река Дунав, под изоставения стадион на селото на площ от около 4 дка. Реката ежегодно унищожава части от обекта.
Около I век, когато територията на днешна България е била част от Римската империя, в района на днешните село Връв и град Брегово е бил разположен римски легион, защитаващ северозападната граница на империята от набезите на племената на север от река Дунав. За целта е била построена малка крепост (кастел) и селище (викус), известни като Дортикум, и местното тракийско население било романизирано. Дортикум, който изпълнявал функцията и на важен митнически център за хора и стоки, минаващи по Дунава, а впоследствие и център за производство и търговия с керамични съдове, е бил многократно нападан и опустошаван от различни племена – даки, готи, хуни, славяни и авари, бил е и многократно възстановяван и укрепван от римляните, но със западането на Западната Римска империя престава да съществува. През VIII – X век се появяват сведения за малко славяно-българско селище.

### Ново време
Дортикум е отбелязан на западноевропейски географски карти от края на XVI век. Селището се споменава в описанията на граф Луиджи Фердинандо Марсили (1658 – 1730) от пътуванията му по дунавските древни станции през XVII век. Въпреки че графът скицира и описва подробно мястото, мястото на античния кастел не е определено съвсем правилно. Малко след него френският географ Жан Баптист Д’Анвий (1697 – 1782) поставя правилно Дортикум при село Връв.
През 1879 г. свидетелства за селото оставя и Феликс Каниц.
През 1978 г. Връв е отделено от община Ново село и е присъединено към община Брегово.
През 1950 – 1952 г., по време на колективизацията, 6 семейства (30 души) от селото са принудително изселени от комунистическия режим.
Родом от селото е човек, останал известен с псевдонима му в Държавна сигурност – Юда, който ръководи една от най-активните горянски групи в Северозападна България. Той многократно извършва дръзки нападения, при които пребива на обществени места местни комунистически функционери, и подпомага преминаването на бежанци през границата. Групата му действа дълго време и придобива легендарна слава, като при различни престрелки няколко нейни членове са убити, както и двама войници и двама подофицери от Гранични войски. Членовете на семейството на Юда са подложени на насилия, но той така и не е заловен и по-късно се установява в Западна Германия.

## Политика
Кметски наместник към 2022 г. е Валентина Иванова.
Между 2000 г. (?), както и през 2007 г. за кмет е избран (при преки избори) Софрони Ников. По професия ветеринарен лекар, с владеене на руски и френски език, по време на мандатите му са осъществени редица проекти, включително детски кът и беседка („Рибарско селище“) край река Дунав.
Мандатът между 2004 г. и 2007 г. печели Симеон Мицов, който е един от създателите на курорта Слънчев бряг. По негова инициатива, с. Връв е посетено през 2004 г. от тогавашния премиер, Симеон Сакскобургготски. Мицов е автор на няколко книги и стихосбирки, както и един от организаторите на антологията със стихотворения на поети от с. Връв („Брегът на моите деди“).

## Обществени институции
Село Връв към 2025 г. е център на кметство Връв.
В село Връв към 2025 г. има:
- действащо читалище „Съзнание - 1927“;[29][30]
- действаща само на големи религиозни празници православна църква „Свети Николай“;[31]
- пощенска станция.[32]

## Културни и природни забележителности
В близост до селото (западно) се намира римската историческа местност Дортикум. Местността е разкопана от иманяри и не е подходяща за посещения. Източно от селото се намира друга римска твърдина „Четате“, която също не се съхранява и е заличена.
Река Дунав в района на селото предлага отлични условия за риболов и диво къмпингуване. През юли 2022 г. МОСВ обяви местността „Остров Тимок“ от над 6 декара (в землището на с. Връв) за защитена местност. Целта е опазване местообитания на застрашени, редки и уязвими водолюбиви и водоплаващи птици, които гнездят по Дунавските острови, като голям корморан (Phalacrocorax carbo), малък корморан (Microcarbo pygmeus), сива чапла (Ardea cinerea), малка бяла чапла (Egretta garzetta) и лопатарка (Platalea leucorodia). Територията е с характерен речен ландшафт, вкл. заливни гори, които са подходящо място за почивка на консервационно значими видове птици и потенциално място за тяхно гнездене.

## Редовни събития
Традиционен събор, който се провежда в края на третата седмица на месец юни.

## Личности

### Родени в село Връв
- доц. д-р Страхил Попов – преподавател във ВТУ „Св. св. Кирил и Методий“ (1969 – 2010)
- Векил Ванов – министър на труда и социалните грижи (1991 – 1992)
- Зорница Еленкова – логопед и юрист
- Ангел Катринов – бивш музикант в симфоничния оркестър на Българското национално радио
- Симеон Георгиев Мицов (1938 – 2008) – роден на 31 януари 1938 г. в село Връв. Средното си образование завършва във Видинската гимназия, а висше – в Лесотехническия институт в София. След дипломирането си през 1961 г. е разпределен на работа в горското стопанство в град Поморие като отговорник за землището на Несебър. Това го прави един от създателите на курорта „Слънчев бряг“, където работи до пенсионирането си, а и след това до 2001 г. Той е създател и на Българското движение „Син флаг“ (1993 г.)[34], което е член на Световната фондация за екологично образование[35]. През 2003 – 2007 г. е избран за кмет на родното си село Връв, където по негова покана гостува Симеон Сакскобургготски като министър председател на Република България (2001 – 2005). Симеон Мицов е автор на книгите „За една гора един живот не стига“ (2001 г.) и „Нощен влак за цял живот“ (2005 г.). Умира през 2008 г. в село Връв, където е погребан.[36]
- Милен Радуканов – футболист от ПФК ЦСКА (София) и ПФК „Левски“ (София).

## Местности
В землището на Връв има 12 местности:
- Връвски Отар
- Край Дунава
- Валя турку
- Валя дънка
- Гламия
- Черниците
- Край селото
- Перлакови салкъми
- Уния Барне
- Отара
- Селище
- Ливадите

## Други
През горещите дни на лятото по средата на река Дунав се появяват островчета.

### Цитирани източници
- Груев, Михаил. Преорани слогове. Колективизация и социална промяна в Българския северозапад 40-те – 50-те години на XX век.   София, Сиела, 2009. ISBN 978-954-28-0450-5.